# Hannah de Rothschild
Hannah de Rothschild, contessa di Rosebery (27 luglio 1851 – Dalmeny, 19 novembre 1890), è stata una nobildonna britannica.

## Biografia
Era la figlia di Mayer Amschel de Rothschild e di sua moglie, Julia Cohen. Nacque in un ambiente di grande ricchezza e di lusso. Era la nipote di Nathan Mayer Rothschild, che aveva fondato NM Rothschild & Sons. Niall Ferguson affermò nel suo libro, Storia della Casa di Rothschild, che entro la metà del XIX secolo i Rothschild si consideravano come la famiglia ebrea più vicina alla famiglia reale, e di uguale regalità: nelle molte residenze di famiglia le loro collezioni d'arte di certo rivaleggiavano con quelle delle teste coronate d'Europa.
Il padre di Hannah, il barone Mayer de Rothschild, sposò la cugina Julia Cohen nel 1850. In occasione del matrimonio decise di costruire una casa di campagna di monumentali proporzioni. Nel 1851, sua figlia Hannah, all'età di soli sei mesi, pose la prima pietra. Nel corso della sua vita, Mentmore Towers è stato un punto fisso e fondamentale.
Nel giro di pochi anni dal completamento della villa, attratti dalla caccia e dalla vicinanza a Londra, i parenti di Hannah cominciarono a costruire tenute nelle vicinanze. Oltre a Mentmore, il barone e la baronessa avevano una grande casa a Londra, un lussuoso yacht ormeggiato nel sud della Francia e altre proprietà minori che visitavano solo stagionalmente e occasionalmente.
Essendo figlia unica, ebbe un'infanzia solitaria. Era una compagna per l'ipocondriaca madre e, più tardi, accompagnava il padre durante lunghi periodi di indisposizione di sua madre. I suoi genitori erano molto protettivi con lei, tentando di assicurarsi che non venisse mai esposta al rischio di malattia o addirittura alla vista della povertà.
Nel 1874 suo padre morì. Lasciò alla figlia non solo Mentmore (con la sua collezione d'arte di inestimabile valore), ma anche la sua residenza a Londra, innumerevoli investimenti e anche la somma di due milioni di sterline in contanti (pari a £ 157.000.000). Così, Hannah de Rothschild divenne la donna più ricca d'Inghilterra.

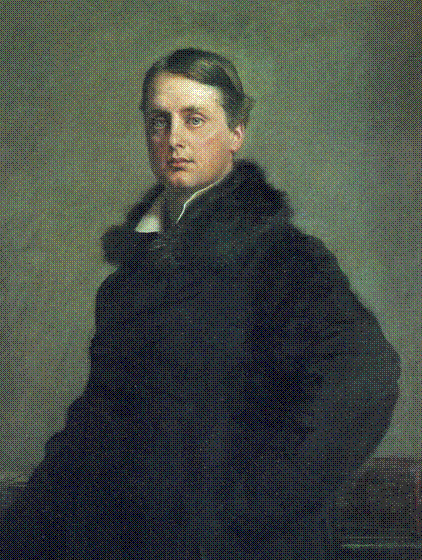
Archibald Philip Primrose, V conte di Rosebery.

## Matrimonio
Hannah conobbe il suo futuro marito, Archibald Philip Primrose, V conte di Rosebery, grazie a Lady Beaconsfield, la moglie di Benjamin Disraeli, amici e vicini di casa dei Rothschild, nel Buckinghamshire. Rosebery era considerato sorprendentemente bello e colto.
Già nel 1876, c'erano voci di un fidanzamento. Tuttavia, diversi ostacoli dovettero essere superati prima della celebrazione del matrimonio. Mentre i Rothschild (che erano ebrei) vennero accettati nella società, anzi, erano amici intimi di alcuni membri della famiglia reale, tra cui il Principe di Galles, come altrove in Europa, i sentimenti antisemiti erano prevalenti nelle alte sfere della società e in modo particolare tra quelli più vicini alla Regina a corte, dove in seguito alla morte del Principe Consorte i Rothschild vennero esclusi nel 1861. Mentre si poteva essere amici degli ebrei ed accettare la loro ospitalità, la loro condizione sociale non era ancora sufficientemente elevata per includere il matrimonio nella nobiltà senza commenti sfavorevoli.
La madre di Rosebery era inorridita al pensiero di una donna giudea, in famiglia anche Rosebery sentiva che c'era una barriera invalicabile di fede. Un altro ostacolo era la famiglia Rothschild stessa: era loro abitudine a sposarsi tra cugini al fine di mantenere la loro fortuna all'interno della famiglia. Ironia della sorte, Hannah si era opposta al matrimonio della cugina Annie con il cristiano Eliot Yorke, il figlio del conte di Hardwicke, nel 1866.
Il fidanzamento ufficiale venne annunciato il 3 gennaio 1878. Il matrimonio fu celebrato a Londra il 20 marzo 1878 presso la Sala Consiglio dei Guardiani in Mount Street e alla Christ Church per la cerimonia cristiana. Al fine di mostrare disapprovazione "ufficiale", nessun membro maschio della famiglia Rothschild assistette alle cerimonie.
La coppia ebbe quattro figli:
- Lady Sybil Myra Caroline (1879-25 febbraio 1955), sposò Sir Charles Grant, ebbero un figlio;
- Lady Margaret Etrenne Hannah (1881-1967), sposò Robert Crewe-Milnes, I marchese di Crewe, ebbero due figli;
- Harry Primrose, VI conte di Rosebery (8 gennaio 1882-30 maggio 1974);
- Lord Neil James Archibald (dicembre 1882-18 novembre 1917), sposò Lady Victoria Stanley, ebbero una figlia.

Per i primi anni, risiedettero a Londra, residenza che Hannah aveva ereditato dal padre. Tuttavia, gli interessi sociali e politici della coppia aumentarono dal 1882, perciò affittarono Lansdowne House. Qui i leader politici e sociali si incontravano, come Henry James e Oscar Wilde, e altre figure sociali e intellettuali di spicco del tempo.

### Il rapporto con il marito
I giornali sostennero che il loro era un matrimonio felice. Tuttavia ci sono prove che suggerissero che Rosebery era a volte irritato e annoiato da Hannah, che era sempre pronta a soddisfare ogni suo capriccio.
Ci sono stati momenti in cui la devozione di Hannah per suo marito venne testata. Sembrerebbe che suo marito avesse disprezzato il loro primo figlio, affermando che avesse l'aspetto "ebraico". Rosebery, poi, lasciò il bambino appena nato e la moglie (che era di nuovo incinta) per un tour lungo un anno per l'Australia.
Durante il loro matrimonio, Hannah e suo marito viaggiarono molto, di solito senza i loro bambini. Nel settembre 1883 la coppia lasciò i figli alle cure delle balie e cameriere, sotto la supervisione di sorella di Rosebery, Lady Leconfield, per un lungo tour in America e in Australia. Hannah possedeva grandi investimenti in Nord America, tra cui ranch in Texas e miniere in Montana.
Le frequenti assenze di Rosebery da sua moglie alimentarono i pettegolezzi che era un omosessuale. Si disse che il suo ritiro a Barnbougle Castle era veramente un luogo per incontri clandestini con i giovani. Il loro rapporto sembrava a volte quello tra madre e figlio.

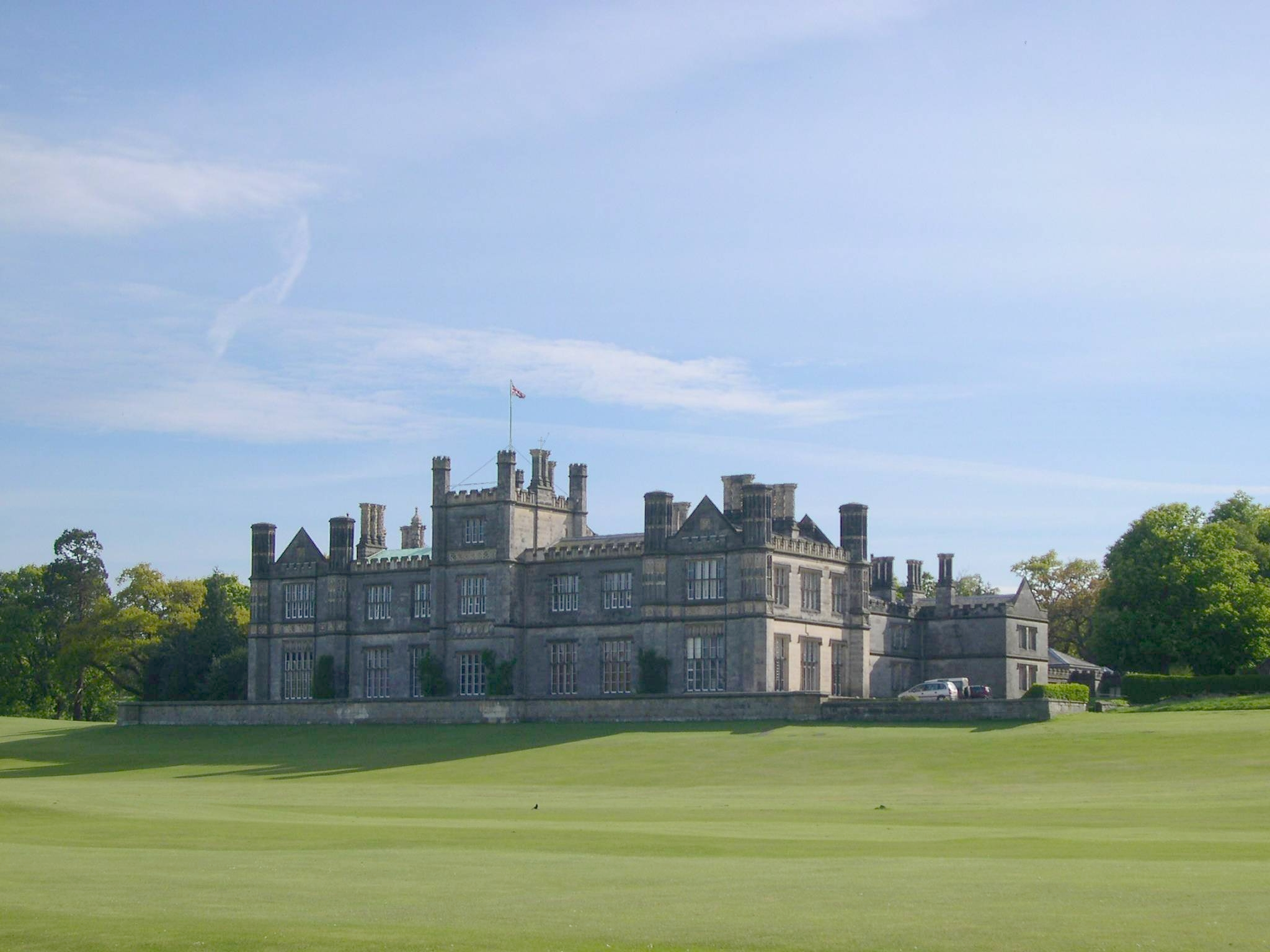
Dalmeny House.

## Politica
Fin dall'inizio del matrimonio, i membri politici della famiglia Rothschild ebbero un interesse in Rosebery, e fu subito acclamato come una dei nastri nascenti del partito liberale. Lord Granville considerava la moglie di Rosebery di essere la più ambiziosa della coppia. Rosebery non era un politico naturale. Era un idealista che non amava il rancore della politica, infatti, "la sua avversione innata della politica era qualcosa che Lady Rosebery sempre combatté contro".
In occasione della campagna di Midlothian, Rosebery utilizzò la sua influenza per la candidatura di William Gladstone per Midlothian. Hannah organizzò diverse feste per tutta la durata della campagna politica.

### Filantropia
Come molte altre donne della sua classe, Hannah frequentava un gran numero di enti di beneficenza. Le sue cause principali sembrano essere state tutte collegate specificamente per l'assistenza e il benessere delle donne. Era presidente della Scottish Home Industries Association, un ente di beneficenza che ha incoraggiato le donne scozzesi a lavorare con profitto da produzione casalinga di plaid o altri oggetti di ricamo e simili. In questo modo le donne, le madri, soprattutto vedove, rimasero nelle loro case in grado di prendersi cura delle loro famiglie, pur guadagnando un reddito.
La regina la nominò presidentessa del Queen Victoria Jubilee Institute for Nurses che doveva rivoluzionare l'assistenza sanitaria per i poveri delle zone rurali e dei malati in Gran Bretagna. Come molti dei suoi parenti Rothschild, era anche profondamente coinvolta nel benessere delle giovani donne della classe operaia di fede ebraica che abitavano nelle zone più povere di Londra, in particolare Whitechapel. Fondò il Club for Jewish Working Girls e fece molte donazioni a enti collegati con le cause ebraiche.
Fondò scuole in tutti i villaggi circostanti le proprietà dei Rosebery. Uno delle sue cause più caritatevoli è stato l'insegnamento orale di quello che sarebbe poi chiamato il sordomuto.

## Morte
Hannah morì di febbre tifoide a Dalmeny il 19 novembre 1890. Ha combattuto la malattia, ma si è riscontrato che era anche affetta dalla malattia di Bright, che l'aveva indebolita, rendendo impossibile sopravvivere all'attacco. Fu sepolta in conformità con i riti della fede ebraica.
Il suo funerale si è tenuto il 25 novembre 1890 al cimitero ebraico di Willesden. Secondo la tradizione ebraica, il servizio è stato presieduto solo da persone in lutto di sesso maschile, tra i quali la maggior parte dei membri del gabinetto Gladstone.
Non ci sono prove che Hannah spinse il marito a seguire la propria agenda politica o quella della sua famiglia. Subito dopo la morte della moglie, Rosebery si ritirò dalla politica, scrivendo nell'ottobre 1891: "L'unico oggetto della mia ambizione è scomparso con la morte di mia moglie".
Poco dopo la morte della moglie, Rosebery lasciò i suoi figli in lutto e andò da solo in un tour in Spagna. Al suo ritorno a casa progettò per la moglie una versione del Taj Mahal in stile gotico vittoriano in miniatura.